# Космос-1506
Космос-1506 је један од преко 2400 совјетских вјештачких сателита лансираних у оквиру програма Космос.
Космос-1506 је лансиран са космодрома Плесецк, СССР, 26. октобра 1983. Ракета-носач Космос је поставила сателит у орбиту око планете Земље. Маса сателита при лансирању је износила 810 килограма. Космос-1506 је био војни навигациони сателит.